# Іванов Перекоп Гаврилович
Перекоп Гаврилович Іванов  (Справжнє ім’я Едуард Капон) — (*19(21) січня 1924 — †4 січня 1973) український — бандурист — учень Л. Гайдамаки. З 12 років брав участь у музичних гуртках при Палаці піонерів у Харкові, на початку граючи на домрі а потім в оркестрі українських народних інструментів на бандурі. Вступив до Харківської консерваторії по класу бандури Леоніда Гайдамаки. В 1939 році брав участь в музичній олімпіаді в Москві де здобув перше місце по категорії виконавців на народних інструментів. Пропаґандист харківської бандури. Учасник другої світової війни. Був поранений. В 1946 р. вступив до Харківського медінституту та вечірньої медичної школи. З 1957 по 1962 рр. викладач класу бандури Харківської консерваторії. Закінчив Київську консерваторію в 1962 р (клас М. Геліса) та працює в Державній заслуженій капелі бандуристів УРСР. З 1962-67 викладач гри на бандурі в Київській консерваторії. З 1967 р. аспірант заочної аспірантури ІМФЕ АН УРСР.
Автор збірника етюдів для харківської бандури (К. 1956) та монографії про Оркестр українських народних інструментів (К. 1980) (яка мала бути кандидатська дисертація автора), п'єс, обробок народних пісень для бандури, статей про народні оркестри та народні музичні інструменти.

### Учні
Оранська С.Г., Дегтярьова Л.О.

### Бандури
1. На початку Іванов грав на діатонічній бандурі харківського зразка роботи Кругового на 31 струна з валиками які дозволяли швидко перестроїти бандуру в різні тональности.
2. Потім сам змайстрував хроматичний варіант харківської бандури яка (хроматична харківська) зберігається в музеї театрального мистецтва в Печерській лаврі. 183. Бандура, 1950-ті рр. Майстер П. Іванов. Звукоряд хроматичний, 15 басів, 39 приструнків. Корпус асиметричний, 2 резонаторних отвори на верхній деці; клен, ялина. Довж. 104. №2595.
3. Потім працював з конструктором І. Склярем на виробництва хроматичної харківської бандури з тотальною механікою. Перший зразок знаходився в музеї музичних інструментів при Чернігівській фабриці музичних інструментів.
4. Другий варіант Києво-харківської бандура П. Іванова роботи Скляра з тотальною механікою зараз знаходиться в Харківському Університет Культури ім. П. Котляревського.
5. Остання бандура Києво-харківського типу яку для нього зробив І. Скляр зберігається у бандуриста В. Мішалова.

### Праці
- Іванов П.Г. Етюди для бандури харківського способу [Архівовано 7 січня 2016 у Wayback Machine.] —  К.:1955 — 42с.
- Іванов П.Г. Оркестр українських народних інструментів —  К.:1981 -110с.
- Іванов П.Г. Вправи, Етюди, Інструментальні твори, вокальні твори для бандури харківського способу // Скляр І. Київсько-харківська бандура [Архівовано 4 березня 2016 у Wayback Machine.] —  К.: Музична Україна, 1971 — 71-113с.
- Іванов П.Г. Музики з Поділля — К.: 1972